# Шынкеев, Ержан Темиркулович
Ержа́н Темирку́лович Шынке́ев (род. 4 марта 1985, Караганда) — казахстанский дзюдоист, мастер спорта Республики Казахстан международного класса.

## Биография
Происходит из подрода Керней рода Каракесек племени Аргын.
Ержан Шынкеев живёт и тренируется в Караганде.
Победитель Азиатских игр 2009 года по восточным боевым искусствам. На Универсиаде 2009 года в Белграде в составе казахстанской сборной стал бронзовым призёром.
На чемпионате Азии 2011 года в Абу-Даби завоевал «бронзу» в личном первенстве.
Участник Олимпиады — 2012 в Лондоне.
Победитель «Қазақстан Барысы-2018». Получил в качестве приза 25 млн тенге.